# Hechtia schottii
Hechtia schottii är en gräsväxtart som beskrevs av John Gilbert Baker. Hechtia schottii ingår i släktet Hechtia och familjen Bromeliaceae. Inga underarter finns listade i Catalogue of Life.